# Lista de objetos do Sistema Solar em equilíbrio hidrostático
Em 2006, a União Astronômica Internacional define um planeta como um corpo em órbita ao redor do Sol, que é grande o suficiente para ter equilíbrio hidrostático e conseguir a dominância orbital. Um objeto em equilíbrio hidrostático é aquele que é grande o suficiente para sua gravidade ter superado sua rigidez interna, e assim relaxar como um (elipsoide) de forma arredondada. O significado prático de "limpa a sua vizinhança" é que um planeta tem massa comparativamente suficiente para sua gravidade controlar as órbitas de todos os objetos em sua vizinhança. Por definição da União Astronômica Internacional, há oito planetas no Sistema Solar. Esses objetos em órbita ao redor do Sol, que alcançaram equilíbrio hidrostático, mas não limparam suas vizinhanças são chamados de planetas anões, e o restante são denominados pequenos corpos do Sistema Solar. Além disso, o próprio Sol e uma dúzia de satélites naturais também são maciços o suficiente para ter equilíbrio hidrostática. Além do Sol, esses corpos são incluídos no termo objeto de massa planetária, ou planemo. Todos os objetos planetários de massa conhecidas no Sistema Solar, bem como o Sol, estão listados abaixo, juntamente com uma amostra dos maiores objetos cuja forma ainda tem de ser determinada com precisão. Características orbitais do Sol são listadas em relação ao Centro da Via Láctea. Todos os outros objetos são listados na ordem de sua distância do Sol.

## Sol
O Sol é uma anã amarela. Contém quase 99,9% da massa total do Sistema Solar.
|                                                    |                          | Sol                   |
| -------------------------------------------------- | ------------------------ | --------------------- |
|                                                    |                          |                       |
| Símbolos astronômicos[q]                           | Símbolos astronômicos[q] | Sol                   |
| Distância média em relação ao Centro da Via Láctea | km anos luz              | ~2.5×1017 ~26,000     |
| raio médio                                         | km :E[f]                 | 696,000 109           |
| Área de superfície                                 | km2 :E[f]                | 6.0877×1012 11,990    |
| Volume                                             | km3 :E[f]                | 1.4122×1018 1,300,000 |
| Massa                                              | kg :E[f]                 | 1.9891×1030 332,946   |
| Densidade                                          | g/cm3                    | 1.409                 |
| Gravidade equatorial                               | m/s2                     | 274.0                 |
| Velocidade de escape                               | km/s                     | 617.7                 |
| Período de rotação                                 | dias[g]                  | 25.38                 |
| Período orbital sobre o Centro da Via Láctea       | milhões de anos          | 225–250               |
| Velocidade orbital média                           | km/s                     | ~220                  |
| Inclinação axial[i] em relação à eclíptica         | grau.                    | 7.25                  |
| Inclinação axial[i] em relação ao plano galáctico  | grau.                    | 67.23                 |
| Temperatura média na superfície                    | K                        | 5,778                 |
| Temperatura média coronal                          | K                        | 1–2×106               |
| Composição fotosférica                             | Composição fotosférica   | H, He, O, C, Fe, S    |

## Planetas
| Legenda            | Legenda          | Legenda          |
| ------------------ | ---------------- | ---------------- |
| * Planeta telúrico | ° Gigante gasoso | † Gigante gelado |

Planetas são grandes o suficiente para ter equilíbrio hidrostático e conseguir a dominância orbital.  Há quatro planetas telúricos (Mercúrio, Vénus, Terra e Marte) e quatro planetas gigantes, que podem ser divididos ainda em dois gigantes gasosos (Júpiter e Saturno) e dois gigantes gelados (Urano e Netuno). Quando excluindo o Sol, os quatro planetas gigantes representam mais de 99% da massa de todos os corpos do Sistema Solar.
|                                            |                                            | *Mercúrio             | *Vénus                 | *Terra                 | *Marte                 | °Júpiter               | °Saturno                 | †Urano                    | †Netuno                   |
| ------------------------------------------ | ------------------------------------------ | --------------------- | ---------------------- | ---------------------- | ---------------------- | ---------------------- | ------------------------ | ------------------------- | ------------------------- |
|                                            |                                            |                       |                        |                        |                        |                        |                          |                           |                           |
| Símbolos astronômicos[q]                   | Símbolos astronômicos[q]                   | Mercúrio              | Vénus                  | Terra                  | Marte                  | Júpiter                | Saturno                  | Urano                     | Netuno                    |
| Distância média em relação ao Sol          | km UA                                      | 57,909,175 0.38709893 | 108,208,930 0.72333199 | 149,597,890 1.00000011 | 227,936,640 1.52366231 | 778,412,010 5.20336301 | 1,426,725,400 9.53707032 | 2,870,972,200 19.19126393 | 4,498,252,900 30.06896348 |
| Raio equatorial                            | km :E[f]                                   | 2,439.64 0.3825       | 6,051.59 0.9488        | 6,378.1 1              | 3,397.00 0.53260       | 71,492.68 11.209       | 60,267.14 9.449          | 25,557.25 4.007           | 24,766.36 3.883           |
| Área de superfície                         | km2 :E[f]                                  | 75,000,000 0.1471     | 460,000,000 0.9020     | 510,000,000 1          | 140,000,000 0.2745     | 64,000,000,000 125.5   | 44,000,000,000 86.27     | 8,100,000,000 15.88       | 7,700,000,000 15.10       |
| Volume                                     | km3 :E[f]                                  | 6.083×10 0.056        | 9.28×1011 0.857        | 1.083×1012 1           | 1.6318×1011 0.151      | 1.431×1015 1,321.3     | 8.27×1014 763.62         | 6.834×1013 63.102         | 6.254×1013 57.747         |
| Massa                                      | kg :E[f]                                   | 3.302×1023 0.055      | 4.8690×1024 0.815      | 5.9742×1024 1          | 6.4191×1023 0.107      | 1.8987×1027 318        | 5.6851×1026 95           | 8.6849×1025 14.5          | 1.0244×1026 17            |
| Densidade                                  | g/cm3                                      | 5.43                  | 5.24                   | 5.515                  | 3.940                  | 1.33                   | 0.70                     | 1.30                      | 1.76                      |
| Gravidade equatorial                       | m/s2                                       | 3.70                  | 8.87                   | 9.81                   | 3.71                   | 23.12                  | 10.44                    | 8.69                      | 11.00                     |
| Velocidade de escape                       | km/s                                       | 4.25                  | 10.36                  | 11.18                  | 5.02                   | 59.54                  | 35.49                    | 21.29                     | 23.71                     |
| Período de rotação[g]                      | dias                                       | 58.646225             | −243.0187[h]           | 0.99726968             | 1.02595675             | 0.41354                | 0.44401                  | −0.71833[h]               | 0.67125                   |
| Período orbital[g]                         | anos                                       | 0.2408467             | 0.61519726             | 1.0000174              | 1.8808476              | 11.862615              | 29.447498                | 84.016846                 | 164.79132                 |
| Velocidade média orbital                   | km/s                                       | 47.8725               | 35.0214                | 29.7859                | 24.1309                | 13.0697                | 9.6724                   | 6.8352                    | 5.4778                    |
| Excentricidade orbital                     | Excentricidade orbital                     | 0.20563069            | 0.00677323             | 0.01671022             | 0.09341233             | 0.04839266             | 0.05415060               | 0.04716771                | 0.00858587                |
| Inclinação[f]                              | grau.                                      | 7.00                  | 3.39                   | 0                      | 1.85                   | 1.31                   | 2.48                     | 0.76                      | 1.77                      |
| Inclinação axial[i]                        | grau.                                      | 0.0                   | 177.3                  | 23.44                  | 25.19                  | 3.12                   | 26.73                    | 97.86                     | 29.58                     |
| Temperatura média na superfície            | K                                          | 440–100               | 730                    | 287                    | 227                    | 152 [j]                | 134 [j]                  | 76 [j]                    | 73 [j]                    |
| Temperatura média do ar[k]                 | K                                          |                       |                        | 288                    |                        | 165                    | 135                      | 76                        | 73                        |
| Composição atmosférica                     | Composição atmosférica                     | He, Na+ P+            | CO2, N2                | N2, O2, Ar             | CO2, N2 Ar             | H2, He                 | H2, He                   | H2, He CH4                | H2, He CH4                |
| Número conhecidos de Satélites naturais[v] | Número conhecidos de Satélites naturais[v] | 0                     | 0                      | 1                      | 2                      | 67                     | 62                       | 27                        | 14                        |
| Anéis?                                     | Anéis?                                     | Não                   | Não                    | Não                    | Não                    | Sim                    | Sim                      | Sim                       | Sim                       |
| Discriminativa planetária[l][o]            | Discriminativa planetária[l][o]            | 9.1×104               | 1.35×106               | 1.7×106                | 1.8×105                | 6.25×105               | 1.9×105                  | 2.9×104                   | 2.4×104                   |

## Planetas anões
| † Asteroide | ‡ Plutoide |

A União Astronômica Internacional, a autoridade internacionalmente reconhecida para determinar designações para corpos celestes, define planetas anões como corpos que são grandes o suficiente para ter o equilíbrio hidrostático, mas não a dominância orbital. Desde 2008, houve oito planetas anões reconhecidos pela União Astronômica Internacional. Ceres orbita no cinturão de asteroides, entre as órbitas de Marte e Júpiter. Os demais orbitam além de Netuno e são subclassificados como plutoides.
|                                            |                                            | †Ceres              | ‡Plutão              | ‡Haumea                 | ‡Makemake             | ‡Éris                 | ‡Quaoar               | ‡Sedna             | ‡Gonggong           |
| ------------------------------------------ | ------------------------------------------ | ------------------- | -------------------- | ----------------------- | --------------------- | --------------------- | --------------------- | ------------------ | ------------------- |
|                                            |                                            |                     |                      | —                       |                       |                       |                       |                    |                     |
| Símbolos astronômicos[q]                   | Símbolos astronômicos[q]                   | Ceres               | Plutão               |                         |                       |                       |                       |                    |                     |
| Número do planeta menor                    | Número do planeta menor                    | 1                   | 134340               | 136108                  | 136472                | 136199                | 50000                 | 90377              | 225088              |
| Distância média do Sol                     | km UA                                      | 413,700,000 2.766   | 5,906,380,000 39.482 | 6,484,000,000 43.335    | 6,850,000,000 45.792  | 10,210,000,000 67.668 | ?                     | ?                  | ?                   |
| Raio médio                                 | km :E[f]                                   | 473 0.0742          | 1,186 0.186          | 650 (960×770×495) 0.10  | 715±7 0.11            | 1,163 0.18            | ~543±2                | ~500 0.08          | ~640 0.10           |
| Volume                                     | km3 :E[f]                                  | 4.21×108 0.00039[b] | 6.99×109 0.0065      | 1.5×109 0.001           | 1.5×109 0.001[b]      | 7.23×109 0.0067[b]    | 314,793,649 0.0003    | 356,817,905 0.0003 | 1,436,755,040 0.001 |
| Área de superfície                         | km2 :E[f]                                  | 2,770,000 0.0054[a] | 17,700,000 0.035     | 6,800,000 0.0133[z]     | 6,400,000 0.013[a]    | 17,000,000 0.0333[a]  | 3.83×106              | ?                  | 6,157,522 0.012     |
| Massa                                      | kg :E[f]                                   | 9.39×1020 0.00016   | 1.305×1022 0.0022    | 4.01 ± 0.04×1021 0.0007 | >2.1×1021 >0.0004[ad] | 1.7×1022 0.0028       | (1.3–1.9)×1021 0.0003 | 7.1×1020 0.0001    | 2.9×1021 0.0005     |
| Densidade                                  | g/cm3                                      | 2.16                | 1.87                 | 2.6                     | >1.4                  | 2.25[c]               | >2.8                  | 2.0                | 2.0                 |
| Gravidade equatorial                       | m/s2                                       | 0.27[d]             | 0.62                 | 0.63[d]                 | >0.28[d]              | ~0.8[d]               | 0.24                  | 0.25               | <0.39               |
| Velocidade de escape                       | km/s[e]                                    | 0.51                | 1.21                 | 0.91                    | >0.6                  | 1.37                  | 0.45                  | 0.46               | <0.74               |
| Período de rotação[g]                      | dias                                       | 0.3781              | −6.38723[h]          | 0.167                   | ?                     | ?                     | ?                     | ?                  | ?                   |
| Período orbital[g]                         | anos                                       | 4.599               | 247.92065            | 285.4                   | 309.9                 | 557                   | 287.97                | 633.28             | 552.52              |
| Velocidade média orbital                   | km/s                                       | 17.882              | 4.7490               | 4.484[o]                | 4.4[o]                | 3.436[n]              | 4.52                  | 3.25               | 3.63                |
| Excentricidade orbital                     | Excentricidade orbital                     | 0.080               | 0.24880766           | 0.18874                 | 0.159                 | 0.44177               | 0.038                 | 0.490              | 0.5                 |
| Inclinação[f]                              | grau.                                      | 10.587              | 17.14175             | 28.19                   | 28.96                 | 44.187                | 8                     | 23.37              | 30.7                |
| Inclinação axial[i]                        | grau.                                      | 4                   | 119.59               | ?                       | ?                     | ?                     | ?                     | ?                  | ?                   |
| Temperatura média na superfície[w]         | K                                          | 167                 | 40                   | <50                     | 30                    | 30                    | ~41                   | ~32                | ~30                 |
| Composição atmosférica                     | Composição atmosférica                     | H2O                 | N2, CH4, CO          |                         | N2, CH4               | N2, CH4               | ?                     | ?                  | ?                   |
| Número conhecidos de Satélites naturais[v] | Número conhecidos de Satélites naturais[v] | 0                   | 5                    | 2                       | 0                     | 1                     | 1                     | 1                  | 0                   |
| Discriminativa planetária[l][o]            | Discriminativa planetária[l][o]            | 0.33                | 0.077                | 0.023                   | 0.02                  | 0.10                  | 0.0015                | 0.036[x]           | <0.1                |

### Planetas anões mais prováveis teoricamente
Esses objetos transnetunianos são, teoricamente, suficientemente grandes para serem planetas anões. Dezenas de outros poderiam estar incluídos. Ambos Quaoar e Orco têm luas conhecidas que permitiram que a massa dos sistemas seja determinado. Ambos são mais massivo do que o 5×1020 kg recomendação do projeto de proposta da UAI 2006 como suficiente para a classificação como um planeta anão.
|                                         |                                         | Orco                 | Ixion               | 2002 MS4            | Salácia             | Varuna              | 2005 UQ513          | Gǃkúnǁʼhòmdímà       |
| --------------------------------------- | --------------------------------------- | -------------------- | ------------------- | ------------------- | ------------------- | ------------------- | ------------------- | -------------------- |
|                                         |                                         |                      |                     | —                   | —                   | —                   | —                   | —                    |
| Número do planeta menor                 | Número do planeta menor                 | 90482                | 28978               | 307261              | 120347              | 20000               | 202421              | 229762               |
| Semieixo maior                          | km UA                                   | 5,896,946,000 39.419 | 5,935,999,000 39.68 | 6,273,000,000 41.93 | 6,311,000,000 42.19 | 6,451,398,000 43.13 | 6,479,089,380 43.31 | 11,032,000,000 73.74 |
| Raio médio[s]                           | km :E[f]                                | 473 0.0742           | 402 0.063           | 467 0.073           | 427 0.067           | ~350 0.055          | 460 0.072[aa]       | 440 0.07[aa]         |
| Área de superfície[a]                   | km2 :E[f]                               | 2,811,462 0.0055     | 2,030,775 0.00398   | ?                   | ?                   | 1,091,000 0.00214   | 2,659,044 0.0052    | 2,432,849 0.005      |
| Volume[b]                               | km3 :E[f]                               | 443,273,768 0.0004   | 272,123,951 0.0003  | ?                   | ?                   | 549,135,785 0.0005  | 407,720,083 0.0004  | 356,817,905 0.0003   |
| Massa[t]                                | kg :E[f]                                | 6.32×1020 0.0001     | 5.4×1020 0.00009    | ?                   | 4.5×1020 0.000075   | 5.5×1020 0.00009    | 8.2×1020 0.0001     | 7.1×1020 0.0001      |
| Densidade[t]                            | g/cm3                                   | 1.5±0.3              | 2.0                 | ?                   | 1.16                | 0.9992              | 2.0                 | 2.0                  |
| Gravidade equatorial[d]                 | m/s2                                    | 0.27                 | 0.22                | ?                   | 0.11                | 0.14                | 0.26                | 0.25                 |
| Velocidade de escape[e]                 | km/s                                    | 0.50                 | 0.42                | ?                   | 0.43                | 0.38                | 0.49                | 0.46                 |
| Período de rotação[g]                   | days                                    | ?                    | ?                   | ?                   | 0.25                | 0.13216             | ?                   | ?                    |
| Período orbital[g]                      | anos                                    | 247.492              | 249.95              | 271.53              | 274.03              | 283.20              | 285.12              | 633.28               |
| Velocidade média orbital                | km/s                                    | 4.68                 | 4.66                | ?                   | ?                   | 4.53                | 4.52                | 3.25                 |
| Excentricidade orbital                  | Excentricidade orbital                  | 0.22552              | 0.242               | 0.148               | 0.10312             | 0.051               | 0.145               | 0.490                |
| Inclinação[f]                           | grau.                                   | 22.5                 | 19.6                | 17.693              | 23.9396             | 17.2                | 25.69               | 23.37                |
| Temperatura média na superfície[w]      | K                                       | ~42                  | ~43                 | ?                   | ?                   | ~43                 | ~41                 | ~32                  |
| Número conhecidos de Satélites naturais | Número conhecidos de Satélites naturais | 1                    | 0                   | 0                   | 1                   | 0                   | 0                   | 1                    |
| Discriminativa planetária[l][o]         | Discriminativa planetária[l][o]         | 0.003                | 0.0027              | <0.1                | <0.1                | 0.0027              | 0.003               | 0.036[x]             |
| Magnitude absoluta (H)                  | Magnitude absoluta (H)                  | 2.30                 | 3.20                | 3.7                 | 4.2                 | 3.70                | 3.40                | 3.40                 |

## Satélites
| Legenda             | Legenda                | Legenda                | Legenda              | Legenda               | Legenda               |
| ------------------- | ---------------------- | ---------------------- | -------------------- | --------------------- | --------------------- |
| € Satélite da Terra | ₤ Satélites de Júpiter | $ Satélites de Saturno | ₩ Satélites de Urano | ₦ Satélites de Netuno | ¶ Satélites de Plutão |

Aqui estão os 19 satélites naturais do Sistema Solar que são conhecidas por serem grandes o suficiente para estar perto do equilíbrio hidrostático, que Alan Stern chama de planeta satélite. No entanto, vários destes tinham equilíbrio uma vez, mas não mais: estes incluem todos os satélites de Saturno listados para além de Titã e Reia. Outros satélites que tinham equilíbrio, mas já não são muito redondos, como Febe de Saturno, não estão incluídos. Os satélites estão listados em primeiro lugar na ordem do Sol, e em segundo lugar no fim do seu corpo principal.
|                                                       |                          | €Lua                | ₤Io              | ₤Europa          | ₤Ganímedes        | ₤Calisto          | $Mimas[p]          | $Encélado[p]       | $Tétis[p]          | $Dione[p]          | $Reia[p]          |
| ----------------------------------------------------- | ------------------------ | ------------------- | ---------------- | ---------------- | ----------------- | ----------------- | ------------------ | ------------------ | ------------------ | ------------------ | ----------------- |
|                                                       |                          |                     |                  |                  |                   |                   |                    |                    |                    |                    |                   |
| Símbolos astronômicos[q]                              | Símbolos astronômicos[q] | Moon                |                  |                  |                   |                   |                    |                    |                    |                    |                   |
| Distância média do corpo principal:                   | km                       | 384,399             | 421,600          | 670,900          | 1,070,400         | 1,882,700         | 185,520            | 237,948            | 294,619            | 377,396            | 527,108           |
| raio médio                                            | km :E[f]                 | 1,737.1 0.272       | 1,815 0.285      | 1,569 0.246      | 2,634.1 0.413     | 2,410.3 0.378     | 198.30 0.031       | 252.1 0.04         | 533 0.084          | 561.7 0.088        | 764.3 0.12        |
| Área de superfície[a]                                 | km2 :E[f]                | 37,930,000 0.074    | 41,910,000 0.082 | 30,900,000 0.061 | 87,000,000 0.171  | 73,000,000 0.143  | 490,000 0.001      | 799,000 0.0016     | 3,570,000 0.007    | 3,965,000 0.0078   | 7,337,000 0.0144  |
| Volume[b]                                             | km3 :E[f]                | 2.2×10 0.02         | 2.53×10 0.02     | 1.59×10 0.015    | 7.6×10 0.07       | 5.9×10 0.05       | 3.3×107 0.00003    | 6.7×107 0.00006    | 6.3×108 0.0006     | 7.4×108 0.0007     | 1.9 ×109 0.0018   |
| Massa                                                 | kg :E[f]                 | 7.3477×1022 0.0123  | 8.94×1022 0.015  | 4.80×1022 0.008  | 1.4819×1023 0.025 | 1.0758×1023 0.018 | 3.75×1019 0.000006 | 1.08×1020 0.000018 | 6.174×1020 0.00010 | 1.095×1021 0.00018 | 2.306×1021 0.0004 |
| Densidade[c]                                          | g/cm3                    | 3.3464              | 3.528            | 3.01             | 1.936             | 1.83              | 1.15               | 1.61               | 0.98               | 1.48               | 1.23              |
| Gravidade equatorial[d]                               | m/s2                     | 1.622               | 1.796            | 1.314            | 1.428             | 1.235             | 0.0636             | 0.111              | 0.145              | 0.231              | 0.264             |
| Velocidade de escape[e]                               | km/s                     | 2.38                | 2.56             | 2.025            | 2.741             | 2.440             | 0.159              | 0.239              | 0.393              | 0.510              | 0.635             |
| Período de rotação                                    | dias[g]                  | 27.321582 (sync)[m] | 1.7691378 (sync) | 3.551181 (sync)  | 7.154553 (sync)   | 16.68902 (sync)   | 0.942422 (sync)    | 1.370218 (sync)    | 1.887802 (sync)    | 2.736915 (sync)    | 4.518212 (sync)   |
| Período orbital em relação ao corpo principal         | dias[g]                  | 27.32158            | 1.769138         | 3.551181         | 7.154553          | 16.68902          | 0.942422           | 1.370218           | 1.887802           | 2.736915           | 4.518212          |
| Velocidade orbital média[o]                           | km/s                     | 1.022               | 17.34            | 13.740           | 10.880            | 8.204             | 14.32              | 12.63              | 11.35              | 10.03              | 8.48              |
| Excentricidade orbital                                | Excentricidade orbital   | 0.0549              | 0.0041           | 0.009            | 0.0013            | 0.0074            | 0.0202             | 0.0047             | 0.02               | 0.002              | 0.001             |
| Inclinação para equador em relação ao corpo principal | grau.                    | 18.29–28.58         | 0.04             | 0.47             | 1.85              | 0.2               | 1.51               | 0.02               | 1.51               | 0.019              | 0.345             |
| Inclinação axial[i][u]                                | grau.                    | 6.68                | 0                | 0                | 0–0.33            | 0                 | 0                  | 0                  | 0                  | 0                  | 0                 |
| Temperatura média na superfície[w]                    | K                        | 220                 | 130              | 102              | 110               | 134               | 64                 | 75                 | 64                 | 87                 | 76                |
| Composição atmosférica                                | Composição atmosférica   | Ar, He Na, K, H     | SO2              | O2               | O2                | O2, CO2           |                    | H2O, N2 CO2, CH4   |                    |                    |                   |
| Anéis?                                                | Anéis?                   | Não                 | Não              | Não              | Não               | Não               | Não                | Não                | Não                | Não                | Sim?              |

|                                                         |                        | $Titã[p]          | $Jápeto[p]         | ₩Miranda[r]       | ₩Ariel[r]         | ₩Umbriel[r]     | ₩Titânia[r]     | ₩Oberon[r]         | ₦Tritão           | ¶Caronte          |
| ------------------------------------------------------- | ---------------------- | ----------------- | ------------------ | ----------------- | ----------------- | --------------- | --------------- | ------------------ | ----------------- | ----------------- |
|                                                         |                        |                   |                    |                   |                   |                 |                 |                    |                   |                   |
| Distância média do corpo principal:                     | km                     | 1,221,870         | 3,560,820          | 129,390           | 190,900           | 266,000         | 436,300         | 583,519            | 354,759           | 17,536            |
| raio médio                                              | km :E[f]               | 2,576 0.404       | 735.60 0.115       | 235.8 0.037       | 578.9 0.091       | 584.7 0.092     | 788.9 0.124     | 761.4 0.119        | 1353.4 0.212      | 603.5 0.095       |
| Área de superfície[a]                                   | km2 :E[f]              | 83,000,000 0.163  | 6,700,000 0.013    | 700,000 0.0014    | 4,211,300 0.008   | 4,296,000 0.008 | 7,820,000 0.015 | 7,285,000 0.014    | 23,018,000 0.045  | 4,580,000 0.009   |
| Volume[b]                                               | km3 :E[f]              | 7.16×10 0.066     | 1.67×109 0.0015    | 5.5×107 0.00005   | 8.1×108 0.0007    | 8.4×108 0.0008  | 2.06×109 0.0019 | 1.85×109 0.0017    | 1×10 0.00923      | 9.2×108 0.00085   |
| Massa                                                   | kg :E[f]               | 1.3452×1023 0.023 | 1.8053×1021 0.0003 | 6.59×1019 0.00001 | 1.35×1021 0.00023 | 1.2×1021 0.0002 | 3.5×1021 0.0006 | 3.014×1021 0.00051 | 2.14×1022 0.00358 | 1.52×1021 0.00025 |
| Densidade[c]                                            | g/cm3                  | 1.88              | 1.08               | 1.20              | 1.67              | 1.40            | 1.72            | 1.63               | 2.061             | 1.65              |
| Gravidade equatorial[d]                                 | m/s2                   | 1.35              | 0.22               | 0.08              | 0.27              | 0.23            | 0.39            | 0.35               | 0.78              | 0.28              |
| Velocidade de escape[e]                                 | km/s                   | 2.64              | 0.57               | 0.19              | 0.56              | 0.52            | 0.77            | 0.73               | 1.46              | 0.58              |
| Período de rotação                                      | dias[g]                | 15.945 (sync)[m]  | 79.322 (sync)      | 1.414 (sync)      | 2.52 (sync)       | 4.144 (sync)    | 8.706 (sync)    | 13.46 (sync)       | 5.877 (sync)      | 6.387 (sync)      |
| Período orbital em relação ao corpo principal           | dias                   | 15.945            | 79.322             | 1.4135            | 2.520             | 4.144           | 8.706           | 13.46              | −5.877[h]         | 6.387             |
| Velocidade orbital média[o]                             | km/s                   | 5.57              | 3.265              | 6.657             | 5.50898           | 4.66797         | 3.644           | 3.152              | 4.39              | 0.2               |
| Excentricidade orbital                                  | Excentricidade orbital | 0.0288            | 0.0286             | 0.0013            | 0.0012            | 0.005           | 0.0011          | 0.0014             | 0.00002           | 0.0022            |
| Inclinação para o equador em relação ao corpo principal | grau.                  | 0.33              | 14.72              | 4.22              | 0.31              | 0.36            | 0.14            | 0.10               | 157               | ?                 |
| Inclinação axial[i][u]                                  | grau.                  | 0                 | 0                  | 0                 | 0                 | 0               | 0               | 0                  | 0                 | ?                 |
| Temperatura média na superfície[w]                      | K                      | 93.7              | 130                | 59                | 58                | 61              | 60              | 61                 | 38                | 53                |
| Composição atmosférica                                  | Composição atmosférica | N2, CH4           |                    |                   |                   |                 |                 |                    | N2, CH4           |                   |

### Exceto quando especificado:[ac]
1. ^  A Discriminativa planetária dos planetas é retirado do material publicado por Steven Soter.[70] A Discriminativa planetária de Ceres, Plutão e Éris foram tirados de Steven Soter em 2006. A Discriminativa planetária de todos os outros corpos calculados a partir da estimativa da massa cinturão de Kuiper dado por Lorenzo Iorio.[71]
2. ^ Informações dos satélites de Saturno tirados da NASA Saturnian Satellite Fact Sheet.[72]
3. ^ Símbolos astronômicos para todos os objetos listados, exceto Ceres, tiradas da NASA Solar System Exploration.[73] Símbolo para Ceres foi feito a partir de material publicado por James L. Hilton.[74] A Lua é o único satélite natural com um símbolo astronômico, Plutão e Ceres os únicos planetas anões.
4. ^ Informações dos satélites de Urano tirados da NASA Uranian Satellite Fact Sheet.[75]
5. ^ Raios para os candidatos a plutoides tirados a partir de material publicado por John Stansberry et al.[25]
6. ^ Inclinação Axial para a maioria dos satélites presumido como sendo zero, de acordo com o Explanatory Supplement da Astronomical Almanac: "Na ausência de outra informação, o eixo de rotação se presume até ser normal ao plano orbital significativo."[76]
7. ^ Natural satellite numbers taken from material published by Scott S. Sheppard.[77]

### Cálculos manuais (exceto quando especificado)
1. ^  A área de superfície A derivado do raio usando {\displaystyle {\begin{smallmatrix}A=4\pi r^{2}\end{smallmatrix}}}, assumindo a esfericidade.
2. ^  O Volume V derivado do raio usando {\displaystyle {\begin{smallmatrix}V={\frac {4}{3}}\pi r^{3}\end{smallmatrix}}}, assumindo a esfericidade.
3. ^  A densidade derivada da massa dividida pelo volume.
4. ^  A gravidade de superfície derivado da massa m, a constante gravitacional G e o raio r: G*m/r2 .
5. ^  A velocidade de escape derivado da massa m, a constante gravitacional G e o raio r: sqrt((2*G*m)/r) .
6. ^  A velocidade orbital é calculada usando o raio orbital médio e o período orbital, assumindo uma órbita circular.
7. ^  Assumindo que a densidade de Plutão é de 2.0.
8. ^  Calculada utilizando a fórmula {\displaystyle {\begin{smallmatrix}T\ =\ {\frac {T_{\textrm {eff}}(1-qp_{\nu })^{1/4}}{\sqrt {2}}}{\sqrt {52/r}},\end{smallmatrix}}} em que Teff =54.8 K a 52 UA, {\displaystyle p_{\nu }} é o albedo geométrico, q=0.8 é a fase integrante, e {\displaystyle r} é a distância entre o Sol em UA. Esta fórmula é uma versão simplificada do que na seção 2.2 de Stansberry, et al. de 2007,[25] onde a emissividade e o parâmetro da irradiação foram assumidos a igualdade de unidade, e {\displaystyle \pi } foi substituído por um 4 representando a diferença entre o círculo e esfera. Todos os parâmetros acima mencionados foram feitos a partir do mesmo documento.
9. ^  Calculada utilizando a fórmula {\displaystyle {\begin{smallmatrix}D={\frac {1329}{\sqrt {p}}}10^{-0.2H}\end{smallmatrix}}}, em que H é a magnitude absoluta, P é o albedo geométrico e D é o diâmetro em km, e assumindo um albedo de 0.15, de acordo com Dan Bruton.[78]
10. ^  A massa é derivada da densidade multiplicado pelo volume.

### Cálculos individuais
1. ^  Derivado da densidade
2. ^  A área de superfície foi calculada usando a fórmula para um elipsoide escaleno:
{\displaystyle {\begin{smallmatrix}2\pi \left(c^{2}+b{\sqrt {a^{2}-c^{2}}}E(\alpha ,m)+{\frac {bc^{2}}{\sqrt {a^{2}-c^{2}}}}F(\alpha ,m)\right),\,\!\end{smallmatrix}}} onde {\displaystyle {\begin{smallmatrix}\alpha =\arccos \left({\frac {c}{a}}\right)\,\,\!\end{smallmatrix}}} é o ângulo modular, ou excentricidade angular; {\displaystyle {\begin{smallmatrix}m={\frac {b^{2}-c^{2}}{b^{2}\sin(\alpha )^{2}}}\,\!\end{smallmatrix}}} and {\displaystyle {\begin{smallmatrix}F(\alpha ,m)\,\!\end{smallmatrix}}}, {\displaystyle {\begin{smallmatrix}E(\alpha ,m)\,\!\end{smallmatrix}}} são os integrais elípticas incompletas do primeiro e segundo tipo, respectivamente. Os valores de 980 km, 759 km, e 498 km foram usados para a, b, e c, respectivamente.

### Outras notas
1. ^  Em relação à Terra
2. ^ sideral
3. ^ retrógrado
4. ^  A inclinação do equador do corpo de sua órbita.
5. ^  À pressão de 1 bar
6. ^  Ao nível do mar
7. ^  A razão entre a massa do objeto e aqueles em seus vizinhos mais próximos. Usado para distinguir entre um planeta e um planeta anão.
8. ^  A rotação deste objeto é sincronizada com o seu período orbital, o que significa que só somente mostra uma face ao seu principal.
9. ^  A discrimina planetária dos objetos com base em suas órbitas similares para Éris. Sedna atualmente é pouca conhecida para a discriminante planetária a ser determinada.
10. ^  Diâmetro médio de Proteus: 210 km;[65] Diâmetro médio de Mimas: 199 km[72]
11. ^  "Exceto quando especificado" significa que a informação contida na citação é aplicável a toda uma linha ou coluna de um gráfico, a menos que outra citação observa especificamente o contrário.